# Konstanty Woźniczka
Konstanty Woźniczka (ur. 1894 w Załęskiej Hałdzie, zm. 4 września 1939 w Katowicach) – polski górnik, działacz narodowy, powstaniec śląski, obrońca Katowic w trakcie kampanii wrześniowej.

## Życiorys

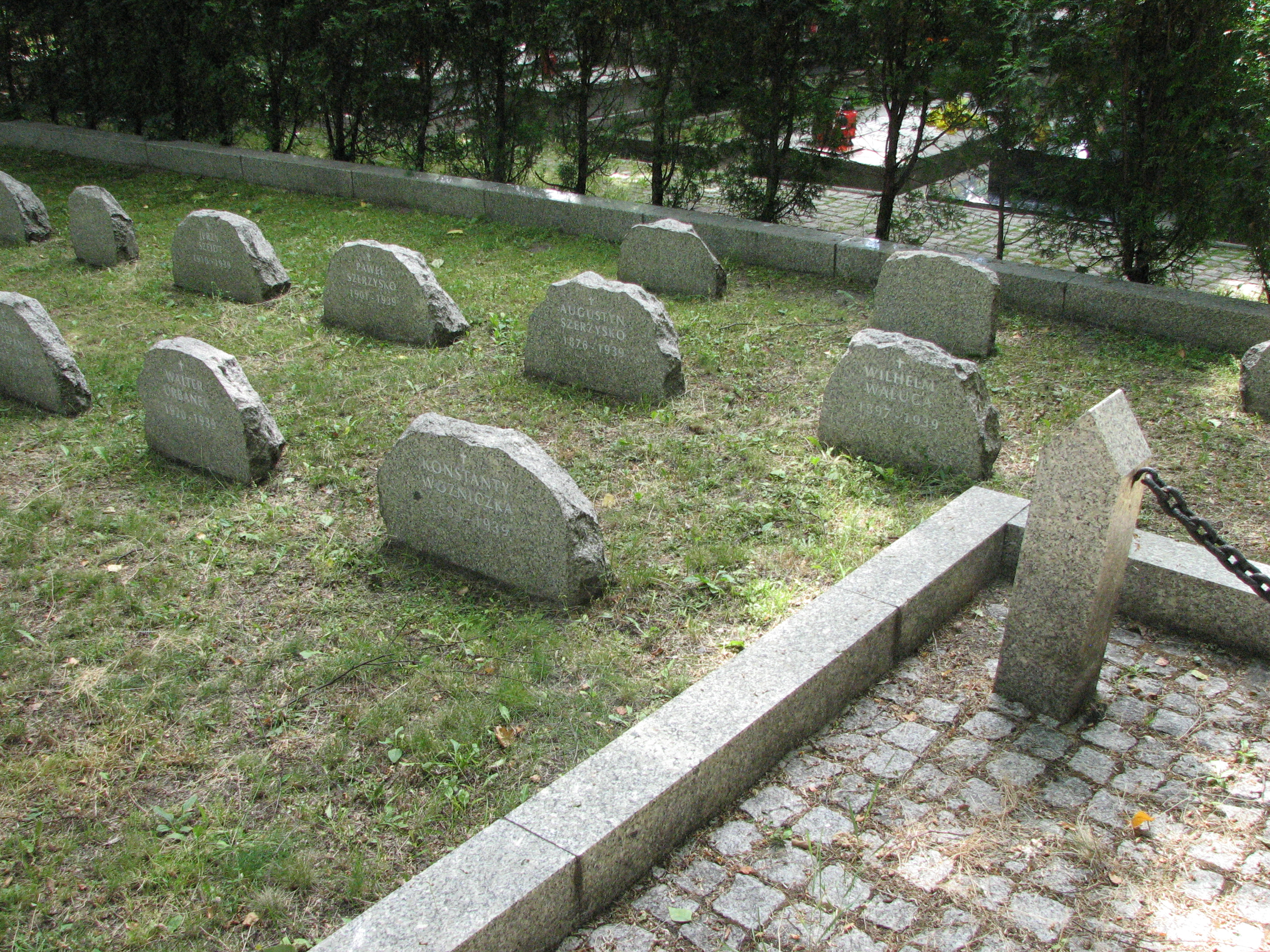
Nagrobki będące częścią zespołu pomnika Obrońców Katowic na cmentarzu przy ulicy Panewnickiej w Katowicach; na pierwszym planie nagrobek Konstantego Woźniczki

Urodził się w 1894 roku w Załęskiej Hałdzie (późniejsza część Katowic). Zawodowo był wozakiem na kopalni „Wujek”.
Od 1908 roku był członkiem Zjednoczenia Zawodowego Polskiego. W 1919 roku był organizatorem Polskiej Organizacji Wojskowej Górnego Śląska w Załęskiej Hałdzie, a także wszedł w skład Narodowej Rady Ludowej. Podczas plebiscytu pełnił funkcję sekretarza Polskiego Komisariatu Plebiscytowego. W 1920 roku został sekretarzem katowickiego okręgu Towarzystwa Gimnastycznego „Sokół”. Podczas III powstania śląskiego był dowódcą kompanii.
W latach 1919–1924 był radnym Rady Gminnej w Brynowie (późniejsza część Katowic), a ponadto w latach międzywojennych był działaczem Związku Powstańców Śląskich.
Po wybuchu II wojny światowej, we wrześniu 1939 roku brał udział w obronie Katowic roku jako dowódca odcinka Katowice – Brynów. Pod jego zwierzchnictwem skupiono się na zabezpieczeniu kopalni „Wujek” przez sabotażem. 
4 września 1939 roku został zastrzelony przez Niemców wraz z grupą obrońców w przy obecnej alei W. Korfantego w Katowicach – był jedną z około 80 ofiar tzw. krwawego poniedziałku.
Pochowany został na katowickim cmentarzu przy ulicy Panewnickiej.

## Upamiętnienie
- Ulica Konstantego Woźniczki w Katowicach, na terenie dzielnicy Załęska Hałda-Brynów[7].